# Beuthener SuSV 09
Beuthener SuSV 09 was een Duitse voetbalclub uit de Silezische stad Beuthen, dat na de Tweede Wereldoorlog het Poolse Bytom werd.

## Geschiedenis

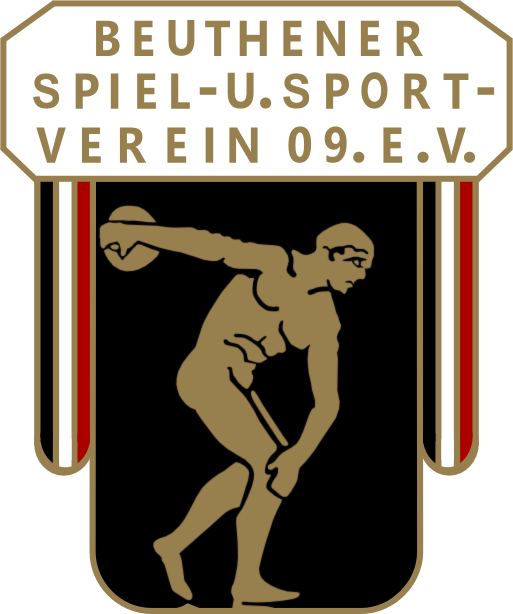
Oud logo.

De club werd in 1909 als SV Britannia Beuthen opgericht en speelde dat jaar in de Opper-Silezische competitie. De competitie werd in drie reeksen gespeeld en Beuthen werd meteen groepswinnaar. De club versloeg FC Preußen 06 Ratibor en verloor in de finale van SC Germania Kattowitz. In 1911 werd de naam gewijzigd in Beuthener SuSV 09 en een jaar later fuseerde de club met SC Beuthen. Na een paar mindere seizoenen werd de club in 1914 autoritair kampioen en won alle tien de competitiewedstrijden. Na nog een overwinning in de eindronde op RV 09 Gleiwitz speelde de club de finale tegen FC Preußen Kattowitz. De club nam deel aan de Zuidoost-Duitse eindronde en verloor daar van Verein Breslauer Sportfreunde.
Tijdens de Eerste Wereldoorlog lag de competitie stil en in het eerste naoorlogse seizoen in 1920 werd de club opnieuw kampioen. In de eindronde moesten ze opnieuw het onderspit delven voor de Sportfreunde. Ook het volgende seizoen nam de club deel aan de eindronde en verloor nu van ATV Liegnitz. Twee jaar later werd de club opnieuw kampioen. De eindronde werd nu in groepsfase gespeeld en de club eindigde samen met de Breslauer Sportfreunde op de eerste plaats, maar verloor dan de beslissende wedstrijd om de titel. Nadat de club in 1924 de titel niet kon winnen slaagden ze daar in 1925 wel in, maar in de eindronde eindigden ze in de middenmoot. Nadat de club drie keer op rij vicekampioen werd konden ze in 1929 nog eens de titel winnen.
In 1930 werd de club vicekampioen achter SC Preußen Zaborze, maar de vicekampioen mocht dit jaar ook naar de eindronde waar de club voor het eerst de titel kon winnen. Hierdoor mocht de club voor het eerst naar de nationale eindronde, waar de club nipt verloor van Hertha BSC in de eerste ronde. Ook het volgende seizoen werd de club als Opper-Silezisch vicekampioen wel Zuidoost-Duitse kampioen. Nu werd de club in de nationale eindronde verslagen door HSV.
In 1932 werd de club slechts derde in de competitie, maar won wel de beker waardoor ze nog een play-off speelden tegen vicekampioen SpVgg Ratibor 03, die ze wonnen met 0-1. De club werd opnieuw Zuidoost-Duits kampioen en ging voor het derde jaar op rij naar de nationale eindronde, maar verloor opnieuw in de eerste ronde, nu van PSV Chemnitz. In 1933 werd de club weer Opper-Silezisch vicekampioen en won de play-off voor de eindronde van Preußen Zaborze. De club won de vierde titel op rij en had voor het eerst ook succes op nationaal niveau. In de eerste ronde werd SV Prussia-Samland Königsberg werd met 7-1 van het veld gespeeld. De kwartfinale was evenwel de eindhalte voor de club die met 3-0 van SV 1860 München verloor.
Na dit seizoen werd de competitie grondig geherstructureerd. De NSDAP kwam aan de macht en de Zuidoost-Duitse voetbalbond en alle competities verdwenen. De Gauliga Schlesien kwam als vervanger, waarvoor de club zich uiteraard plaatste. De club trok het succes van de voorbije jaren door en werd de eerste kampioen van de Gauliga. De nationale eindronde werd niet meer in bekervorm gespeeld maar in een groepsfase met vier clubs. De club won twee keer van Preußen Danzig, één keer van Viktoria Stolp en speelde daar ook tegen gelijk, van BFC Viktoria 1889 verloor de club twee keer en zo eindigde op de club op een tweede plaats en was uitgeschakeld.
Nadat Vorwärts-RaSpo Gleiwitz twee keer kampioen werd kon de club in 1937 opnieuw de titel veroveren. In de eindronde versloeg de club BC Hartha en speelde gelijk tegen Hindenburg Allenstein, maar verloor alle andere wedstrijden en werd laatste. Het volgende seizoen werd de club verrassend laatste en degradeerde naar de Bezirksliga Oberschlesien. De club werd met grote voorsprong kampioen en werd in de eindronde ter promotie ook eerste en keerde meteen terug. De volgende jaren eindigde de club in de middenmoot en vanaf 1941 speelde de club in de Gauliga Oberschlesien, maar kon ook daar geen successen meer boeken. Na het seizoen 1943/44 trok de club zich terug uit de competitie.
Na de Tweede Wereldoorlog werd Beuthen een Poolse stad en werd de voetbalclub opgeheven. Op 26 maart 2009 fuseerden de Poolse clubs Max Bayern Bytom en Górny Śląsk Bytom tot Beuthen 09 en nam ook het logo aan van de vooroorlogse club.

## Erelijst
Kampioen Opper-Silezië
1914, 1920, 1921, 1923, 1925, 1929
Kampioen Zuidoost-Duitsland
1930, 1931, 1932, 1933
Gauliga Schlesien
1934, 1937